# 孙震 (三国)
孫震（？—280年），三國時期吳國末期的宗室與都督。征虏将军孙贲之孙、威远将军孙邻之子。孫述之弟、孫歆之兄。

## 事蹟
擔任孙吴的护军将军、無難督。280年，晉國發動吳國討伐戰時，與張悌、沈瑩、諸葛靚一起在杨荷桥迎击共同迎戰，但被晉將張喬包圍，被王渾遣司马孙畴、扬州刺史周浚击破，孙震被临阵斩杀。
曾任大將軍一事見於《晉書 卷四十二‧列傳第十二》王渾傳記當中記載提及。
| 官衔        | 官衔                 | 官衔      |
| ----------- | -------------------- | --------- |
| 前任： 丁奉 | 孫吳大將軍 270—274年 | 繼任： ？ |